# كأس تونس للكرة الطائرة للرجال 1964–65
كأس تونس للكرة الطائرة للرجال 1965-1964 هو الموسم رقم 9 من كأس تونس للكرة الطائرة للرجال.

فاز بهذا الموسم الترجي الرياضي التونسي.

## روابط خارجية
- الموقع الرسمي للجامعة التونسية للكرة الطائرة.